# Bona Carboreto

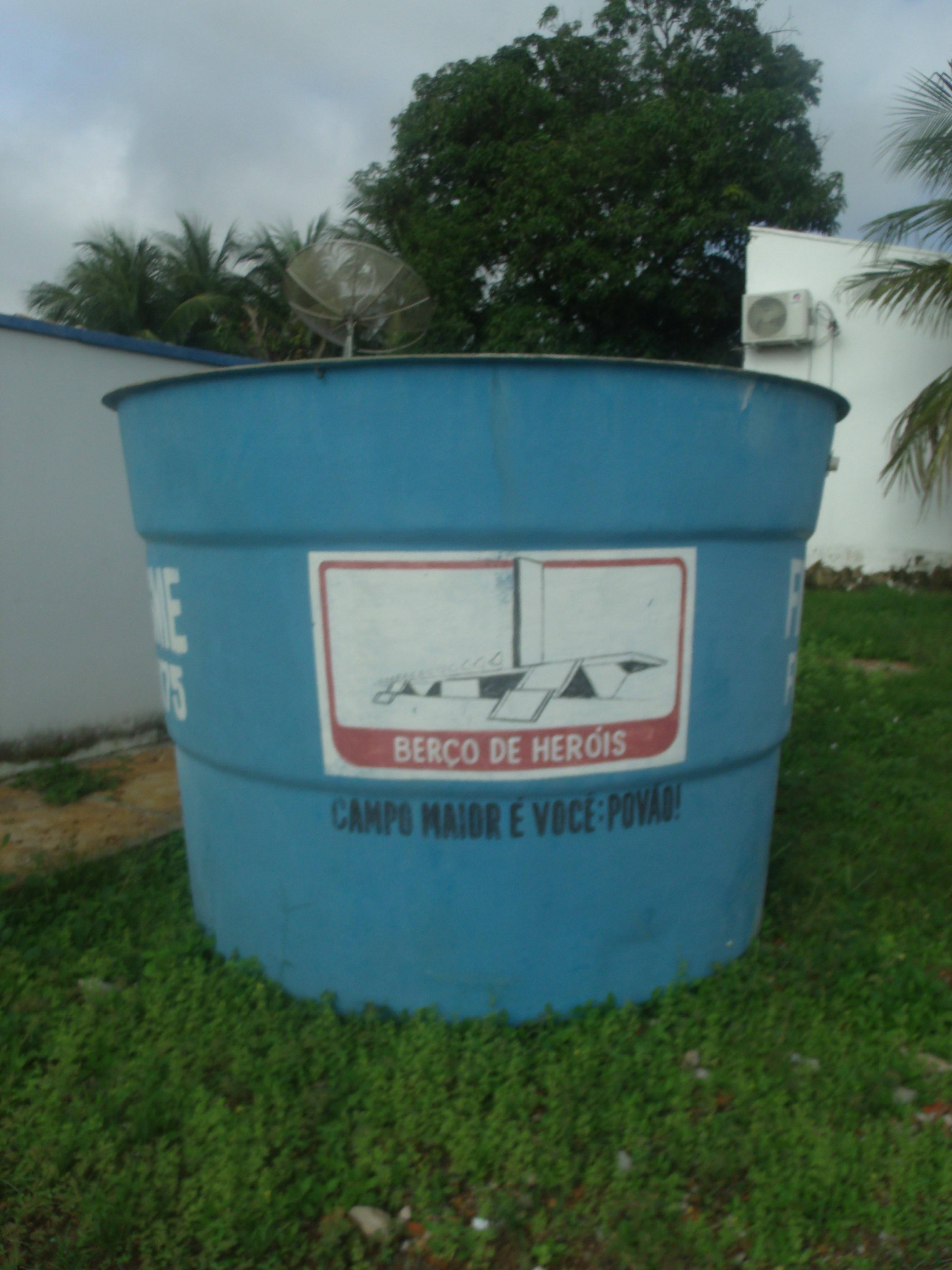
Antiga caixa dágua do tempo da gestão de Carbureto como prefeito de Campo Maior nos anos de 2001 a 2004.

Raimundo Nonato Bona (Campo Maior, 29 de agosto de 1946) é um agropecuarista, comerciante e político brasileiro. Conhecido pelo apelido de Carboreto, foi prefeito de sua cidade natal por duas vezes.

## Biografia

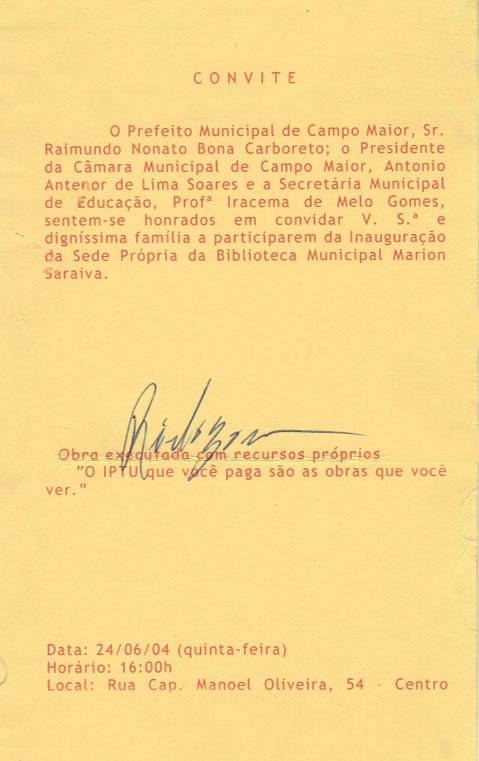
Convite em que o prefeito de Campo Maior, Raimundo Nonato Bona, o Carbureto, convida para inauguração da sede da Biblioteca Municipal de Campo Maior, em 2004.

Filho de José Bona e Delsuíta Correia Bona, trabalhou como agropecuarista e comerciante antes de ingressar na ARENA e depois no PDS sendo eleito vereador em 1976 e 1982 chegando ao cargo de residente da Câmara Municipal no biênio 1977-1979.
Em 1986 foi eleito suplente de deputado estadual pelo PFL e em 1988 foi eleito prefeito de Campo Maior pelo PDT. Findo o mandato ingressou no PMDB e em 1994 foi eleito deputado estadual no pleito das Eleições estaduais no Piauí em 1994 afastando-se do mandato para ocupar a Secretaria de Programas Especiais no primeiro governo Mão Santa.
Devido a questões judiciais não pôde disputar um novo mandato parlamentar em 1998 e no segundo turno da referida eleição aderiu ao senador Hugo Napoleão (PFL) como candidato a governador em detrimento do governador Mão Santa, embora não tenha abandonado o PMDB. Em 2000 Carboreto foi eleito prefeito de Campo Maior pela segunda vez tendo a mãe como vice-prefeita, não se reelegendo em 2004, mesmo ano que seu filho Raimundo Nonato Bona Júnior, perdeu a eleição para prefeito no município de Sigefredo Pacheco.
Foi derrotado ao disputar um mandato de deputado estadual em 2006, de prefeito de Campo Maior em 2008 e de deputado federal em 2010.